# منتخب باكستان لكأس ديفيز
منتخب باكستان لكأس ديفيز (بالإنجليزية: Pakistan Davis Cup team)‏ هو ممثل باكستان الرسمي في كرة المضرب في كأس ديفيز.